# 齐格弗里德·冯·瓦尔登堡
齐格弗里德·冯·瓦尔登堡（德語：Siegfried von Waldenburg，1898年12月30日－1973年3月27日）是二战期间纳粹德国国防军的将领，曾任第6步兵师参谋长、第116装甲师师长，他是骑士铁十字勋章的获得者。他出身西里西亚省的土地贵族，其家族是12世纪普鲁士贵族家族瓦尔堡家族。